# Kościół Świętego Brata Alberta w Starachowicach
Kościół Świętego Brata Alberta w Starachowicach – rzymskokatolicki kościół parafialny należący do parafii pod tym samym wezwaniem (dekanat Starachowice-Północ diecezji radomskiej).
Budowa świątyni została zainicjowana przez księdza Jana Wojtana. Kościół został zaprojektowany przez architekta Zbigniewa Grządzielę i konstruktora Bogdana Cioka, wybudowano go w latach 1988–1995. W 1995 roku świątynia została poświęcona przez biskupa Edwarda Materskiego. Kościół jest dwupoziomowy, wzniesiony został z czerwonej cegły i kamienia.